# Devil Dice
Devil Dice è un videogioco rompicapo sviluppato da Shift e pubblicato nel 1998 per PlayStation. Il gioco ha ricevuto un sequel per PlayStation 2 dal titolo Bombastic.